# Anomochloeae
- Commons
- Wikispecies

Anomochloeae é uma tribo da subfamília Bambusoideae (*) ou Anomochlooideae (**).

## Classificação das Anomochloeae

### *Referência:DELTA: L.Watson e M.J.Dallwitz
| Subfamília   | Tribo        | Gêneros    |
| ------------ | ------------ | ---------- |
| Bambusoideae | Anomochloeae | Anomochloa |

### **Referência:GRIN Taxonomy for Plants USDA
| Subfamília      | Tribo        | Gêneros    |
| --------------- | ------------ | ---------- |
| Anomochlooideae | Anomochloeae | Anomochloa |

### **Referência:Taxonomy Browser NCBI
| Subfamília      | Tribo        | Gêneros    |
| --------------- | ------------ | ---------- |
| Anomochlooideae | Anomochloeae | Anomochloa |